# Lauro Severiano Müller
Lauro Severiano Müller (Itajaí, 8 novembre 1863 – Rio de Janeiro, 30 giugno 1926) è stato un politico, diplomatico e ingegnere militare brasiliano.
Responsabile del passaggio di Santa Catarina da una provincia a uno stato, è anche riconosciuto come uno di coloro che hanno contribuito a raggiungere la vittoria diplomatica brasiliana sulla Bolivia attraverso il trattato di Petrópolis, che ha consentito l'acquisto dell'Acre, che venne aggregato al Brasile.
Müller ha occupato la trentaquattresima cattedra dell'Accademia brasiliana delle lettere dal 1912 fino alla sua morte nel 1926.

## Biografia
Nacque a Itajaí, nello stato di Santa Catarina, figlio di Peter Müller e Anna Michels, immigrati tedeschi originari della Renania. Da parte di madre, il suo primo cugino era Filipe Schmidt, che ha anche servito due mandati come presidente di Santa Catarina. Appassionato seguace del positivismo di Benjamin Constant in gioventù, ha intrapreso la carriera militare nella sua provincia natale dopo un breve periodo in un ufficio di mercante.
L'11 maggio 1893 si sposò con Luiza Henriqueta Ferreira de Andrade, carioca, figlia di Antônio Pedro de Andrade (un immigrato portoghese nativo dell'arcipelago di Madera). Aveva tre figli: Laura, nata il 12 febbraio 1894; Lauro, nato il 3 aprile 1896 e Antônio Pedro, nato il 30 maggio 1898.
Il 14 marzo 1888, divenne un massone della Loja Maçônica Grande Oriente do Brasil dove il movimento repubblicano era molto forte.
La sua carriera politica iniziò nel 1889, quando il primo presidente del Brasile, Deodoro da Fonseca, lo nominò presidente di Santa Catarina e lo incaricò di organizzare la provincia che era stata trasformata in uno stato.
Successivamente, ha servito come deputato federale, senatore (1899-1926), membro dell'Accademia delle lettere (1912-1926) e ministro di stato. Ha realizzato grandi riforme nell'industria, nei trasporti e nei lavori pubblici, durante la presidenza di Rodrigues Alves. In qualità di ministro degli affari esteri, incarico che ha assunto nel 1912 alla morte prematura del Barone di Rio Branco, ha perseguito l'integrazione economica con l'Argentina e il Cile. Fu costretto a dimettersi nel 1917 poiché il Brasile era entrato nella prima guerra mondiale dalla parte degli Alleati e il sentimento antitedesco gli creò difficoltà personali a causa delle sue radici tedesche. Venne eletto nuovamente presidente di Santa Catarina nel 1918, ma preferì restare senatore.
Durante una visita ufficiale negli Stati Uniti come ministro degli affari esteri, gli è stata conferita una laurea honoris causa dall'Università di Harvard. È stato anche nominato samurai onorario in visita ufficiale in Giappone.
Divenne famoso per i suoi importanti lavori pubblici, come la costruzione dell'Avenida Central di Rio de Janeiro, oggi Avenida Rio Branco, e per i miglioramenti al porto di quella città. Morì a Rio nel 1926.